# Второе правительство Лаваля
Второе правительство Лаваля — кабинет министров, действовавший во Франции при режиме Виши с 18 апреля 1942 года по 19 августа 1944 года.
- Филипп Пете́н (1856—1951) — глава государства[2].
- Пьер Лаваль — председатель Совета Министров, министр иностранных дел, министр внутренних дел и министр информации.
- Эжен Бриду — военный министр.
- Пьер Каталя — министр финансов и национальной экономики.
- Жан Бишлонн — министр индустриального производства.
- Юбер Лагарделль — министр труда.
- Жозеф Бартелеми — министр юстиции.
- Габриэль Офан — морской министр.
- Жан-Франсуа Жаннекэн — министр авиации.
- Абель Боннар — министр национального образования.
- Жак Ле Руа Ладюри — министр сельского хозяйства.
- Макс Боннафуа — министр поставок.
- Жюль Бреве — министр колоний.
- Раймон Грассет — министр по делам семьи и здравоохранения.
- Робер Гибрат — министр связи.
- Люсьен Ромье — государственный министр.

### Изменения
- 11 сентября 1942 — Макс Боннафуа наследует Ле Руа Ладюре как министр сельского хозяйства, оставаясь также министром поставок.
- 18 ноября 1942 — Жан-Шарль Абриаль наследует Офану как морской министр. Жан Бишлонн наследует Гибрату как министр связи, оставаясь также министром индустриального производства.
- 26 марта 1943 — Морис Габольд наследует Бартелеми как министр юстиции. Анри Блео наследует Абриалю как морской министр и Бреве как министр колоний.
- 21 ноября 1943 — Жан Бишлонн наследует Лагарделлю как министр труда, оставаясь также министром индустриального производства и связи.
- 31 декабря 1943 — государственный министр Люсьен Ромье уходит из правительства.
- 6 января 1944 — Пьер Каталя наследует Боннафуа как министр сельского хозяйства и поставок, оставаясь также министром финансов и национальной экономики.
- 3 марта 1944 — должность министра поставок упразднена. Пьер Каталя остаётся министром финансов, национальной экономики и сельского хозяйства.
- 16 марта 1944 — Марсель Дит наследует Бишлонну как министр труда и национальной солидарности. Бишлонн остается министром индустриального производства и связи.